# Маролтероде
Маролтероде (њем. Marolterode) општина је у њемачкој савезној држави Тирингија. Једно је од 47 општинских средишта округа Унструт-Хајних. Према процјени из 2010. у општини је живјело 353 становника. Посједује регионалну шифру (AGS) 16064043.

## Географски и демографски подаци
Маролтероде се налази у савезној држави Тирингија у округу Унструт-Хајних. Општина се налази на надморској висини од 278 метара. Површина општине износи 6,3 km². У самом мјесту је, према процјени из 2010. године, живјело 353 становника. Просјечна густина становништва износи 56 становника/km².